# Palazzo Dau
Palazzo Dau è un palazzo di Sassari risalente ai primi anni del XX secolo.

## Storia

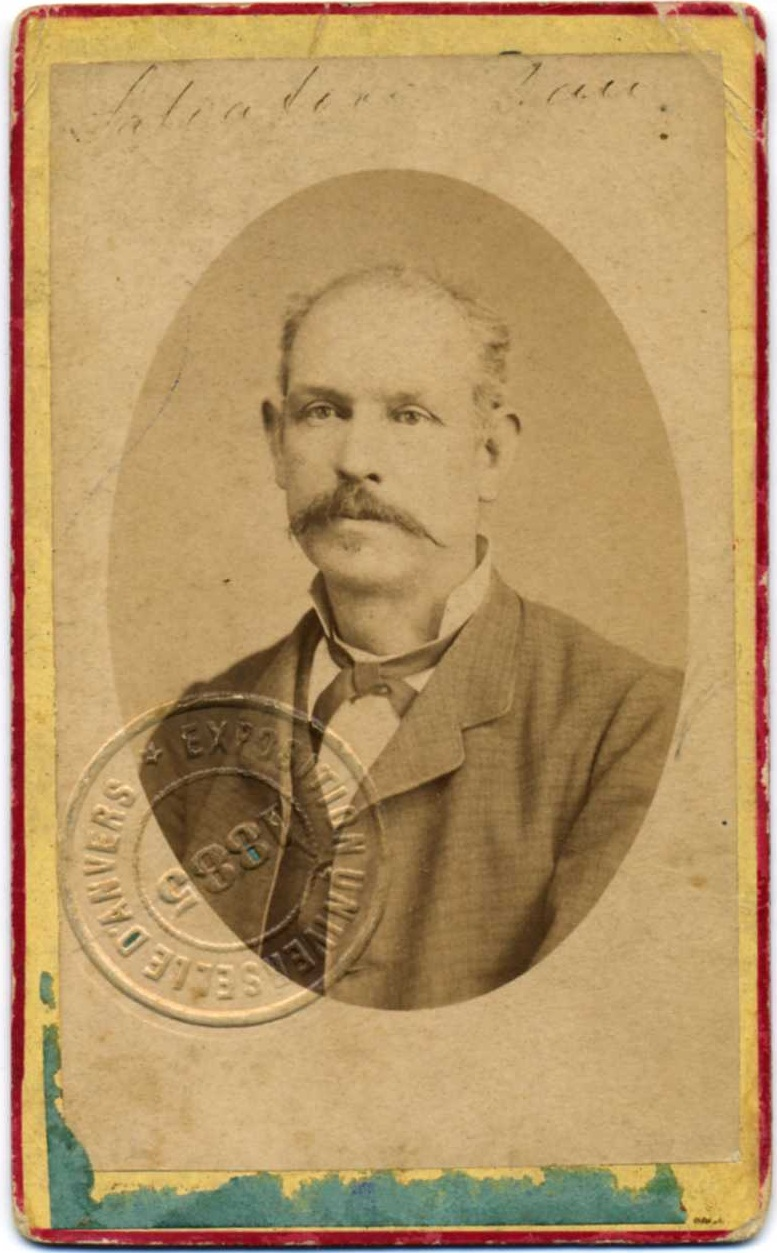
Fotografia del Cav. Salvatore Dau (1885).

La costruzione dell'edificio si deve al Cav. Salvatore Dau, proprietario delle omonime concerie un tempo adiacenti, demolite per far spazio all'attuale via Amendola. Nell'area dove oggi sorge il palazzo, era presente la chiesa di Sant'Anna, in stile romanico, demolita nel 1890. 
L'immobile è stato dichiarato di "interesse particolarmente importante" dal Ministero per i Beni Culturali e sottoposto a vincolo storico-artistico.
Alla morte di Salvatore Dau l'immobile passò alla Famiglia Tomè per poi confluire nel fondo Tomè e quindi all'amministrazione comunale di Sassari che, dal 2004, lo ha concesso in comodato d'uso all'Associazione Corale Luigi Canepa.

## Caratteristiche
L'edificio sorge nello spazio che divide via Sant'Anna da Corso Giovanni Maria Angioy.
La caratteristica principale è data dalla pianta trapezoidale: sul lato corto si nota una facciata delimitata lateralmente da paraste; sui due lati lunghi si osserva invece una serie di finestre disposte simmetricamente, richiamo a motivi neoclassici ottocenteschi.
In origine il primo piano era destinato ad uso abitativo. All'ingresso vi è uno scalone che si affaccia su un atrio dalla forma trapezoidale, i diversi ambienti riportano decori floreali o geometrici, nonché pitture murarie che riportano elementi caratteristici dell'Art Nouveau.